# استرازی، ساسکاچوان
استرازی (به انگلیسی: Esterhazy) یک منطقهٔ مسکونی در کانادا است که در ساسکاچوان واقع شده‌است. استرازی ۴٫۷۵ کیلومتر مربع مساحت و ۲٬۴۷۲ نفر جمعیت دارد.